# André Abadie
André Abadie (Toulouse; 27 de julio de 1934-7 de enero de 2020) fue un jugador de rugby 15 francés.

## Biografía
Jugó con el SC Graulhet y el SC Albi, en el puesto de pilier derecho.
Jugó con la selección de rugby de Francia desde 1965 hasta 1968. Disputó su primer partido con el equipo nacional francés el 28 de noviembre de 1965 contra Rumanía y el último contra Irlanda el 27 de enero de 1968.

## Palmarés deportivo
- Partidos jugados con su selección: siete.
- Jugó el Torneo cinco naciones en 1968.